# Fistule obstétricale
 Mise en garde médicale
La fistule obstétricale est la constitution d'une communication anormale (une fistule) entre le vagin et la vessie (fistule vésico-vaginale) ou entre la vessie et le rectum (fistule vésico-rectale) ou entre le vagin et le rectum (fistule recto-vaginale) survenant à la suite d'une grossesse compliquée.
La fistule est un problème mondial, mais elle est surtout commune en Afrique. Elle survient d’ordinaire pendant un accouchement prolongé, quand une femme n’obtient pas la césarienne qui serait nécessaire.

## Épidémiologie
La prévalence de la fistule vésico-vaginale est estimée à 2 000 000 de femmes en 2005, et à 3 000 000 de cas non soignés en 2014. Elles sont exceptionnelles dans les pays développés et ont d'autres causes (tels le cancer ou les complications de chirurgies).
L'incidence des accouchements difficiles a été estimée à près de 6 500 000 cas/an dans les pays défavorisés, entraînant une incidence annuelle théorique de près de 130 000 fistules obstétricales.
Il s'agit de la complication non mortelle la plus fréquente des accouchements dans ces pays.
Les fistules peuvent être également dues à d'autres causes : traumatiques dont les complications des mutilations génitales féminines, infectieuses… Mais l'accouchement compliqué en est la principale cause.

## Mécanisme
Les fistules sont favorisées par le jeune âge de la parturiente et une malnutrition, entraînant un développement insuffisant du bassin de cette dernière ne permettant pas le passage aisé du nouveau-né (disproportion marquée entre la tête du bébé et le bassin, appelée dystocie). L'accouchement requiert alors une césarienne mais cette intervention n'est pas toujours disponible dans les pays en développement. L’accouchement peut alors durer cinq jours ou davantage (contre quelques heures normalement) sans que la femme reçoive d’aide médicale. La pression prolongée qu’exerce la tête du bébé contre le bassin de la mère interrompt l’afflux du sang dans les tissus mous qui entourent la vessie, le rectum et le vagin, entraînant la nécrose du tissu. Dans les cas non fatals pour la mère, le fœtus décède lors de cet accouchement prolongé. Il se ramollit et parvient à être expulsé au bout de quelques jours. Une escarre se forme au niveau du tissu nécrosé et la fistule se forme secondairement, après la chute de cette dernière. Elles se différencient des fistules post-chirurgicales par leur étendue plus importante, rendant une réparation beaucoup plus complexe.
Si la fistule est située entre le vagin et la vessie (vésico-vaginale), l’urine s’écoule en permanence, et si elle est située entre le vagin et le rectum (recto-vaginale), la femme ne peut plus contrôler le mouvement de ses intestins. Dans la plupart des cas, une incontinence urinaire ou fécale permanente en résulte tant que la fistule n’est pas opérée.
La fistule n'est qu'une partie des conséquences possibles d'un accouchement dystocique sans césarienne. Ce dernier peut se compliquer également d'un rétrécissement du vagin, d'une insuffisance rénale, d'une stérilité, de troubles de la marche secondaire à la lésion des nerfs moteurs comprimés.

## Conséquences

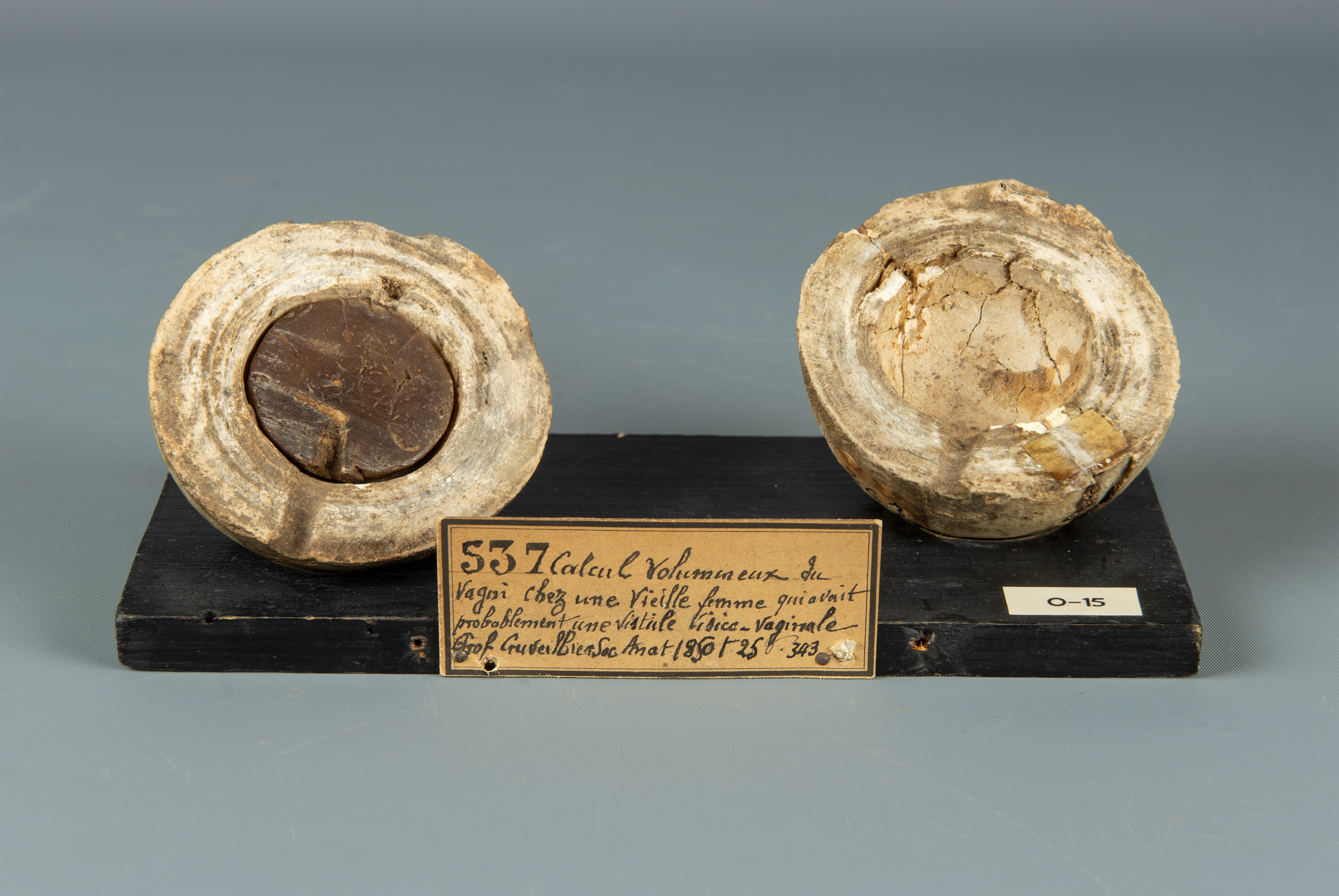
Calcul volumineux du vagin avec fistule vésico-vaginale.

Incapables de rester sèches, beaucoup de femmes souffrent l’humiliation constante de dégager une odeur d’urine et/ou d’excréments. Il peut aussi leur être difficile de marcher parce que les nerfs des membres inférieurs sont atteints. Elles sont souvent rejetées par leur époux ou leur partenaire, évitées par leur communauté et blâmées de leur état. Les femmes non soignées non seulement peuvent s’attendre à une vie de honte et d’isolement, mais risquent aussi de connaître une mort lente et prématurée pour cause d’infection et d’insuffisance rénale chronique. Parce qu’elles sont pauvres et ne comptent pas sur le plan politique, sans oublier l’opprobre attaché à leur condition, ces femmes sont restées dans une large mesure invisibles aux responsables tant à l’intérieur qu’en dehors de leur pays.

## Diagnostic
Concernant les fistules vésico-vaginales suspectées, le diagnostic peut être confirmé par injection de bleu de méthylène dans la vessie, et contrôle sur un tampon vaginal. L'une des clefs du diagnostic est d'évaluer le nombre et la taille des fistules en vue de leur traitement, ainsi que l'état des tissus susceptible de faire surseoir à un traitement chirurgical (en cas d'inflammation, œdème ou nécrose par exemple) .

## Traitement
Si la patiente est vue précocement, la mise en place d'un cathéter dans la vessie permet de diminuer la pression sur les tissus et d'obtenir un certain nombre de fermetures spontanées des fistules. Des pansements à base protéinique ont aussi été proposés.
En cas d'échec de cette méthode ou si la patiente est vue tardivement, seule une réparation chirurgicale est possible. Le coût du traitement chirurgical (environ 300 $)  et les frais pour se rendre dans un centre sont souvent hors de portée des patientes, qui sont fortement représentées dans les parties les plus pauvres et les plus isolées des populations. Pour lutter contre ces lésions, des campagnes de soins gratuits sont proposées depuis 2008, sans toutefois couvrir l'ensemble des besoins. Les taux de succès pour les cas simples sont de l'ordre de 90 %.
Même en cas de succès de la fermeture, une incontinence peut subsister, par lésion des sphincters de la vessie, dont le traitement reste complexe et aléatoire.

## Prévention
En de nombreuses zones rurales, les filles sont données en mariage dès leurs premières règles – entre 10 et 15 ans ; dans certains cas, le mariage précoce a lieu avant le début du cycle menstruel, dans le but de garantir la virginité des filles. En retardant l’âge du mariage et de la première naissance, on peut réduire sensiblement le risque d’accouchement prolongé. Il est essentiel de mieux informer les femmes et leurs familles concernant les dangers de la grossesse et de l’accouchement et l’importance des soins obstétricaux d’urgence. Des campagnes de plaidoyer attentives aux valeurs culturelles et portant sur la santé maternelle et la fistule obstétricale pourraient instruire les communautés des signes de complication de la grossesse et de la nécessité d’obtenir sans délai une attention médicale. Les femmes qui ont été traitées avec succès pourraient aussi être formées à assister la campagne d’information communautaire. Le soutien des responsables locaux et nationaux est nécessaire à toutes les activités d’éducation.
Le traitement préventif le plus efficace reste cependant l'amélioration des conditions socio-économiques permettant une prise en charge médicale correcte des accouchements difficiles. En 2008, à l'initiative de l'UNFPA, 25 pays se sont engagés à lutter contre la fistule, et en 2018, les membres de la CEDEAO qui ont signé dans ce sens une résolution visant à son élimination.